# 把门岗贝丘遗址
把门岗贝丘遗址是一处位于中国广东省佛山市三水区白坭镇周村管理区莘村的新石器时代晚期遗址，1994年5月30日公布为三水市文物保护单位，2006年10月25日列入第四批佛山市文物保护单位。